# Nombre común
En ciencias, un nombre común (también,  nombre vulgar, nombre vernáculo, nombre trivial o nombre popular) es cualquier denominación con el cual se conoce una especie u otro concepto fuera del ámbito científico. 

## Nombres comunes en biología
Un nombre común, ampliamente definido, de las especies biológicas es cualquier apelativo más allá del científico. Este último, llamado también nombre binomial es el nombre formal y el mismo en todo el mundo, independiente del idioma en uso. Hay muchos nombres comunes reunidos de tantas lenguas, en diferentes idiomas y en diferentes escrituras. No existe una normalización del nombre común en correspondencia de alguna manera con el nombre científico. 
Muchos de los nombres cotidianos de plantas, animales, hongos, como «rata», «clavel», «rosa», «avena», se refieren a categorías amplias. A veces por adición a descriptores adjectivales, como «rata parda», «clavel blanco», «rosa china», «avena salvaje», se provee información común para especies individuales. A veces puede aparecer el «comodín» parecido a, como ocurre con el idioma quichua, al adjetivarse con sacha: sacha melón, sacha algarrobo.
A veces el nombre común se refiere a una categoría amplia, útil pero en un contexto local sugerir ambigüedad: «sardina», «ciervo», «acacia», se aplican a docenas de diferentes especies mundialmente, que son bienvenidas y adecuadas en su dominio original de uso, (pesca, caza, leña), y en localidades donde solo aparece tal especie sola.

### Nombres comunes oficiales
Para algunos grupos biológicos, como aves en EE. UU., las especies individualmente tienen nombre común oficial. Tal nomenclatura se elige por consenso de cuerpos gubernativos. Algo parecido ocurre en muchos otros países, cuando se legisla sobre cuestiones de especies estratégicas, como por ej. malezas de combate obligatorio, donde acompaña al nombre científico, los nombres comunes más adaptados a la región cultural de aplicación de la ley. Tales nombres no tienen sustento en la nomenclatura científica. Y son muy usados por los científicos en sus comunicaciones al público lego, necesitado de un vocabulario llano, no intimidante por los nombres latinos, recalcando que es mucho más grave en pueblos más alejados de la influencia de la cultura de la lengua muerta latina.Cualquier disquisición de cuanta distancia hay entre el nombre científico del "común", debe necesariamente entenderse con los sistemas de escritura no latina, donde lo extraño del significado en latín, se aúna con la escritura poco habitual. 
Los botánicos a veces han mantenido nombres oficiales comunes para plantas, a pesar de que variarán grandemente. 
Hay intentos de estandarizar nombres comunes (insectos en Nueva Zelanda; peces de río en EE. UU.) con éxito controversial, por la resistencia a imponer nombres artificiales en cada región con sus propios nombres locales. El uso de apelativos en maorí para plantas en Nueva Zelanda ha agregado estabilidad a la nomenclatura.
En Australia, los nombres comunes de las peces comerciales -en decir pescado de mar ha sido estandarizado por la Australian Fish Names Standard a través de la Seafood Services Australia (SSA) desde 2001. La SSA fue acreditada por Standards Australia, la organización australiana no gubernamental de estándares. Antes, su pescado se vendía bajo innumerables listas de nombres comunes. Otros nombres de peces son controlados por la CSIRO: Base de Datos de Nombres de Peces de CSIRO.

### Nombres comunes acoplados a nombres científicos
Aquí vale la reconvención de que no ocurre en chino, japonés, coreano, vietnamita, ruso, eslavo, griego, ya que aunque los nombres comunes y los científicos tienen diferentes funciones, pueden estar estrechamente relacionados. En jardinería, nombres familiares como Begonia, Dahlia, Gladiolus o Rhododendron son casi comunes, para referirse a plantas de un género (pero por ejemplo Azalea se refiere a un género que actualmente está en el género Rhododendron). Entre jardineros, naturalistas, ecólogos, (del área de las lenguas arábigas) se ha incrementado el uso del nombre del género, en el castellano local. Por supuesto que ellos, típicamente, continúan usando viejos nombres comunes cuando el científico ha cambiado. Esto marca una medición de la estabilidad de la nomenclatura y retiene asociaciones históricas.
En especial con plantas, los nombres comunes de las regiones de influencia de la Antigua Roma, cuyos apelativos fueron usados para bautizar los nombres científicos, son por supuesto los mismos que los científicos. Ejemplos de nombres de otras lenguas no romanizadas, con nombres comunes que intervinieron en la creación del binomial formal. Así, los nombres comunes pueden ser latinizados (y a veces anglicizados). Por ejemplo Hoheria es del maorí de Nueva Zelanda «houhere». Y sin alterar: el género Tsuga viene del japonés «tsuga».
En algunos casos, el nombre científico con el que se denomina un taxón copia el nombre vulgar de otro, al cual se asemeja, sin que este último lleve necesariamente su nombre vulgar portado en el científico. Un ejemplo de este tipo es Bulnesia retama, denominada de este modo por su parecido con la «retama amarilla», nativa del Mediterráneo y asilvestrada en zonas semiáridas de América del Sur, la cual en su nombre científico (Spartium junceum) no porta su nombre vulgar. Caso similar es el del «mamut», cuyo nombre científico es Mammuthus, mientras que al género Mammut se le conoce popularmente como «mastodonte».

## Nombres comunes en química
En química, los apelativos oficiales de sustancias químicas siguen la "nomenclatura IUPAC", una convención sobre los nombres sistemáticos. Agregado a su nombre taxonómico, un compuesto químico puede llevar uno o más nombres comunes o triviales (y la inmensa mayoría de las sustancias químicas tienen su propio nombre común). Algunos nombres comunes ayudan al lector a deducir algo de la estructura química del compuesto (por ejemplo ácido acético, un nombre común del ácido etanoico). Otros en cambio, no permiten deducir nada de la estructura, a menos que ya se la conozca. Ejemplo: la morfina.